# Rosolino Pilo

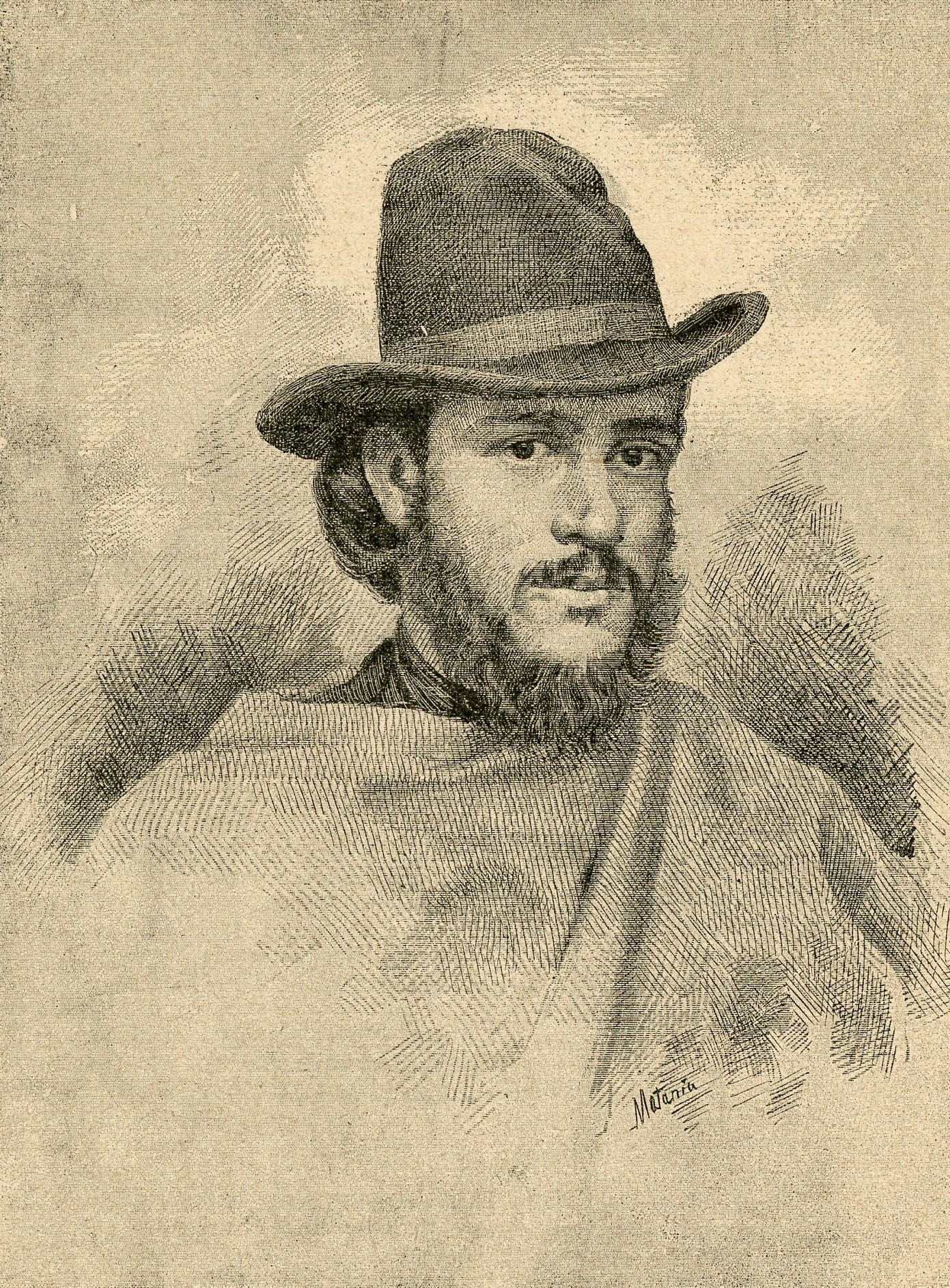
Retrato, 1892

Rosolino Pilo o Rosalino Pilo (Palermo, 15 de julio de 1820 – San Martino delle Scale, 21 de mayo de 1860) fue un patriota italiano.

## Biografía
Era el cuarto hijo del conde Gerolamo di Capaci de la familia Pilo y de Antonia Gioeni de los príncipes de Bolonia y Petrulla.
Mientras que su hermano mayor, el conde Capaci, fue un ferviente partidario de los Borbones, que incluso siguieron al rey Francisco II al exilio en Roma, Rosolino Pilo participó en la Revolución siciliana de 1848.
Cuando los liberales tomaron Palermo, tomó el mando de la artillería hasta que la ciudad se vio obligada a capitular. Debido a la represión y al fracaso de la insurrección, Pilo se exilió en Marsella y luego a Génova. Allí conoció a Giuseppe Mazzini gracias a su amistad con la familia Orlando, y renovó contactos con otros exiliados sicilianos. 
Durante los disturbios de 1853 en Milán, Pilo estaba en Turín para facilitar la huida de los conspiradores que querían expatriarse. Conoció a Giuseppe Piolti, un agente mazziniano con quien comparte principios insurreccionales. Pilo era más partidario de la guerra de guerrillas y, en el verano de 1856, tuvo contactos con Carlo Pisacane para abrir un frente de revuelta en Sicilia. 
A principios de diciembre, Pilo se embarcó desde Génova con destino a Malta para unirse a la revuelta liderada por el barón Francesco Bentivegna. Pero, al llegar a Malta, se enteró del fracaso del intento y no tuvo más remedio que regresar a Génova. Allí conoció a Carlo Pisacane y apoyó con entusiasmo su proyecto guerrillero que partiría de Sapri para levantar la Campania y llegar a Nápoles; campaña que fracasó. Pisacane volvió a Londres y Pilo se refugió en Malta.
En la Expedición de los Mil de Giuseppe Garibaldi en 1860, Pilo se unió al grupo garibaldiano en la marcha de Palermo, pero fue muerto seis días antes de la toma de la ciudad.